# Lončari
Lončari ist eine Ortschaft in der Gemeinde Donji Žabar im äußersten Norden von Bosnien und Herzegowina, unweit der Save, die hier die Grenze zu Kroatien bildet. Der Ort gehört zur Region Posavina und liegt an der Straße M1.8, die das südlich gelegene Tuzla mit Kroatien verbindet.

## Geschichte
Lončari gehörte bis zum Bosnienkrieg (1992–95) zur Gemeinde Orašje.

## Bevölkerung
| Zusammensetzung der Bevölkerung in Lončari | Zusammensetzung der Bevölkerung in Lončari | Zusammensetzung der Bevölkerung in Lončari | Zusammensetzung der Bevölkerung in Lončari | Zusammensetzung der Bevölkerung in Lončari |
| ------------------------------------------ | ------------------------------------------ | ------------------------------------------ | ------------------------------------------ | ------------------------------------------ |
|                                            | 2013                                       | 1991                                       | 1981                                       | 1971                                       |
| Einwohner                                  | 985 (100,0 %)                              | 484 (100,0 %)                              | 492 (100,0 %)                              | 476 (100,0 %)                              |
| Serben                                     | –                                          | 462 (95,45 %)                              | 467 (94,92 %)                              | 455 (97,43 %)                              |
| Bosniaken                                  | –                                          | 9 (1,860 %)                                | 10 (2,033 %)                               | 7 (1,499 %)                                |
| Jugoslawen                                 | –                                          | 7 (1,446 %)                                | 8 (1,626 %)                                | –                                          |
| Kroaten                                    | –                                          | 6 (1,240 %)                                | 7 (1,423 %)                                | 5 (1,071 %)                                |